# Bharatiya Janata Party
Bharatiya Janata Party (BJP) er et politisk parti i Indien. Navnet betyder Indiens folkeparti. Partiet blev stiftet i 1980 og var i 2015 det andet største parti i indisk politik, ved siden af Kongrespartiet. BJP er Hindutva, en hindunationalistisk retning, og ligger til højre for centrum i indisk politik.
Partiets nuværende formand (eller præsident, som partiet selv kalder det) hedder JP Nadda.